# Вромбель, Якуб
Якуб Вромбель (пол. Jakub Wrąbel; 8 июня 1996, Вроцлав, Польша) — польский футболист, вратарь клуба «Сталь (Жешув)».

## Клубная карьера
Воспитанник молодёжного клуба «Парасол» из родного Вроцлава. Зимой 2012 года присоединился к академии местного «Шлёнска». За первую команду дебютировал 23 сентября 2014 года в гостевом матче 1/16 финала Кубка Польши с «Видзевом», выйдя в стартовом составе и пропустив один гол. В чемпионате дебютировал 15 февраля 2015 года в гостевом матче с «Краковией», также пропустив один гол. Первый «сухой» матч провёл 22 сентября с «Подбескидзе» в рамках Кубка Польши.
Летом 2016 года перешёл в клуб Первой лиги «Олимпия» из Грудзёндза на правах аренды до конца сезона. Дебютировал 16 июля в гостевом матче Кубка Польши с «Ястшембе», выйдя в стартовом составе и пропустив один гол. В чемпионате дебютировал 30 июля в домашнем матче с «Подбескидзе», пропустив два мяча. Впервые сохранил свои ворота пустыми 12 августа в гостевом матче с легницкой «Медзью».
Не получив по возвращении в «Шлёнск» игровой практики, летом 2019 года перешёл в плоцкую «Вислу». Дебютировал 25 сентября в гостевом матче Кубка Польши с быдгощским «Химиком», отстояв матч на ноль. В чемпионате дебютировал 4 ноября в гостевом матче со своим бывшим клубом, пропустив три мяча.
26 февраля 2020 года на правах аренды до конца сезона перешёл в «Сталь» из Мелеца. Дебютировал 27 мая в домашнем матче четвертьфинала Кубка Польши с познаньским «Лехом», пропустив три гола. В чемпионате дебютировал 2 июня в гостевом матче с «Медзью», пропустив один гол. Первый «сухой» матч оформил спустя три дня, не пропустив от неполомицкой «Пущи».
3 февраля 2021 года на правах аренды до конца сезона перешёл в «Видзев». Дебютировал 20 февраля в домашнем матче с «Короной» из Кельце, сохранив свои ворота «сухими». Летом 2021 года был продан из «Стали» за 113 тысяч злотых (25 тысяч евро). 13 марта 2022 года в гостевом матче с польковицким «Гурником» порвал ахиллово сухожилие, из-за чего был заменён на 44-й минуте и больше не сыграл в том сезоне ни матча.
1 июля 2023 года перешёл в клуб «Сталь» из Жешува, подписав однолетний контракт с опцией продления на год. Дебютировал 24 июля в домашнем матче с опольской «Одрой», пропустив пять мячей.

## Карьера в сборной
Выступал за сборные Польши разных возрастов. За сборную до 21 года дебютировал 16 ноября 2015 года в домашнем товарищеском матче со сборной Украины, пропустив один гол. 26 марта 2016 года в домашнем товарищеском матче со сборной Беларуси оформил первый «сухарь». В составе сборной принял участие в домашнем чемпионате Европы 2017 года, пропустив в трёх матчах семь голов и заняв с командой последнее место в группе.

## Личная жизнь
Отец вратаря — Сильвестр Вромбель, бывший защитник «Варты» из Серадза.